# Ditten (Adelsgeschlecht)

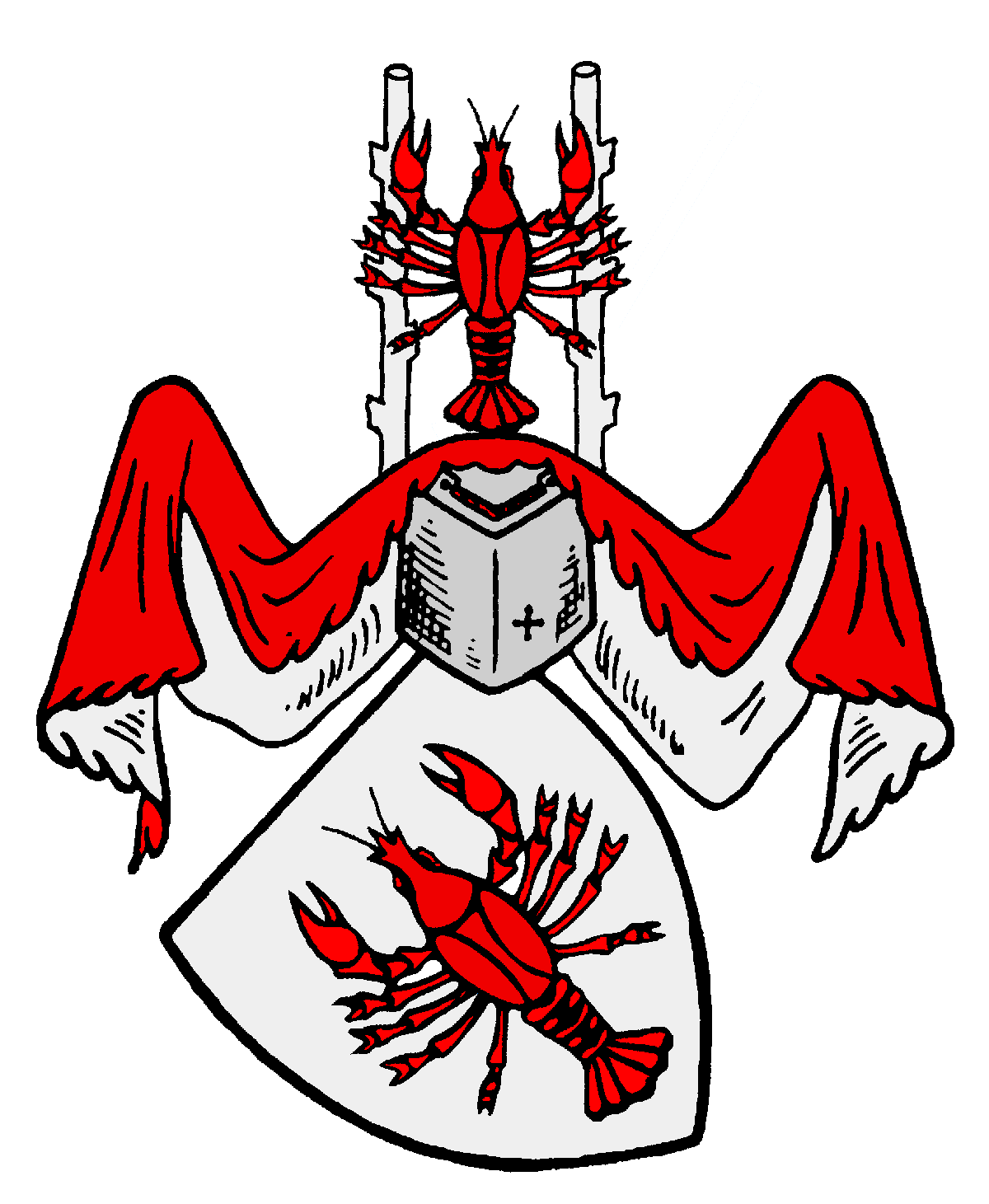
Wappen derer von Ditten

Ditten (auch Paschendoch, Paschendock oder Paschendog) ist der Name eines mecklenburgischen Adelsgeschlechts, das sich früh nach der Prignitz, späterhin auch nach Norwegen ausbreiten konnte.

## Geschichte
Bernhard Latomus unterschied irrender Weise die Ditten von den Paschendoch, wodurch diese in der späteren Literatur teilweise als zwei Geschlechter geführt wurden.
Henricus Paschendach wurde im Jahre 1220 im Bistum Hildesheim urkundlich genannt. Kneschke nennt dann für das Jahr 1285 Martin und Johann als urkundlich auftretende Angehörige. Ludecinus Paschendach, Herr auf Werle siegelt am 6. Juni 1356.
Unter dem Namen Ditten siegeln die Brüder Tüdeke, Barthold und Lüdeke am 9. März 1375. Letztgenannter wurde als Lüdeke von Ditten anders ghenomed Paschendach 1388 und erneut als Lüdeke Paschendach anders genomet von Ditten 1389 urkundlich genannt.
Die gesicherte Stammreihe beginnt mit Heinrich von Ditten, welcher 1410 Pfandherr der Burg Gorlosen bei Grabow war.
Achim Ditten hat für die Familie 1523 die Union der Landstände mitunterschrieben.
Hans von Ditten verkaufte Werle 1581 für 30 Jahre wiederverkäuflich an seinen Schwager Jürgen von Kamptz († vor 1603), doch bereits 1588 hatte Levin von Ditten das Gut zurückerworben und pfandweise von seinem Vetter Hans von Ditten bewirtschaftet.
Im Jahre 1578 verkauften die Gebrüder Hans, Achatius und Melchior von Ditten mit Zustimmung des Herzogs Ulrich von Mecklenburg zwei Höfe in Wantzlitz an Lütke von Below, 1580 kam es zu einer Verschreibung der Brüder, erneut an Lütke von Below.
Die 1735 gegossene Glocke der Dorfkirche von Perlin trägt das Wappen derer von Ditten und derer von Lützow. Stifterin der 1,19 m hohen Glocke war die Witwe Elisabeth Margarethe Sophie von Lützow, geb. von Ditten.
Friedrich Ludwig von Ditten, Erbherr auf Werle und Dambeck war 1755 Mitunterzeichner des Landesgrundgesetzlichen Erbvergleichs.
Zwischen 1634 und 1653 wurden zwei von Ditten als Konventualinnen im Kloster Dobbertin genannt. Luci Eva von Ditten war von 1634 bis 1644 als Domina die Vorsteherin des Konvents. Im Einschreibebuch des Klosters Dobbertin befinden sich zwei Eintragungen von Töchtern der Familien von Ditten von 1780 und 1787 aus Werle zur Aufnahme in das dortige adelige Damenstift.
Mit Ernst Franz von Ditten (* 1757; † 1809) hat das Geschlecht in Mecklenburg im. 18. Jahrhundert seinen Ausgang gefunden. Über seine beiden Töchter fiel der Gutsbesitz den Familien Restorff und Flotow zu.
Bereits ab dem 16. Jahrhundert ist die Familie über den Militärdienst zunächst nach Dänemark und späterhin nach Norwegen gelangt. Die dortige Stammreihe beginnt mit Levin Ernst von Ditten der mit Maria Catherina von Linstow einen noch in Kopenhagen geborenen und verstorbenen Sohn Christopher Ernst von Ditten (* 1707; † 1765) hatte. Die Familie lebte später, ohne Gutsbesitz erworben zu haben in Hørsholm, Kongsberg und Eiker in der Provinz Buskerud sowie in Oslo. Thor von Ditten (* 1860; † 1936) war norwegischer Diplomat, sein Bruder Johannes von Ditten (* 1848; † 1924) war Kunstmaler.
Carl Heinrich Ludwig Friedrich Robert von Ditten adoptierte 1922 den deutschen Konteradmiral, nachmaligen Vizeadmiral und Unterstaatssekretär Paul Wülfing (* 1880; † 1953), woraufhin dieser, seit 1930 adelsrechtlich unbeanstandet den Namen Wülfing von Ditten und ein vereinigtes Wappen beider Familien führte.

## Besitz
Zum historischen Güterbesitz des Geschlechts gibt u. a. Ledebur einen groben Überblick:
- In Brandenburg, in der Prignitz: Bäck, Garlin, Reckenzin und Groß Warnow
- In Mecklenburg, im Amt Grabow: Balow, Brunow, Dambeck, Drefahl, Goltnitz, Hühnerland, Klütze, Malow, Pampin (anteilig), Platschow, Ruhn, Wanzlitz und Werle

## Wappen
Das Stammwappen zeigt in Silber einen roten Krebs. Auf dem Helm mit rot-silbernen Decken der Krebs zwischen zwei silbernen Stäben.

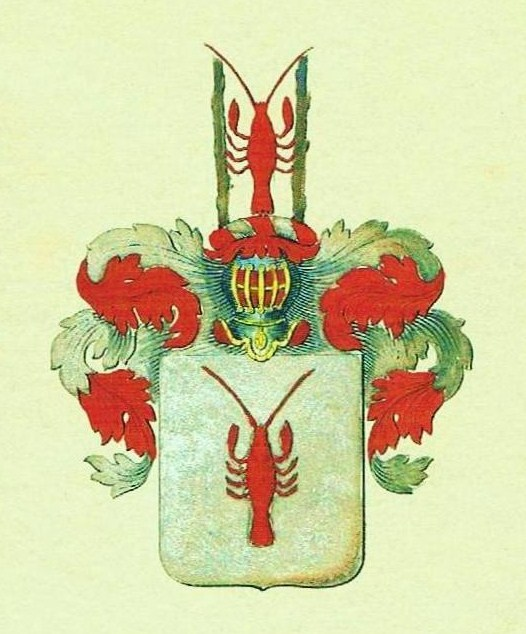
Wappen derer von Ditten
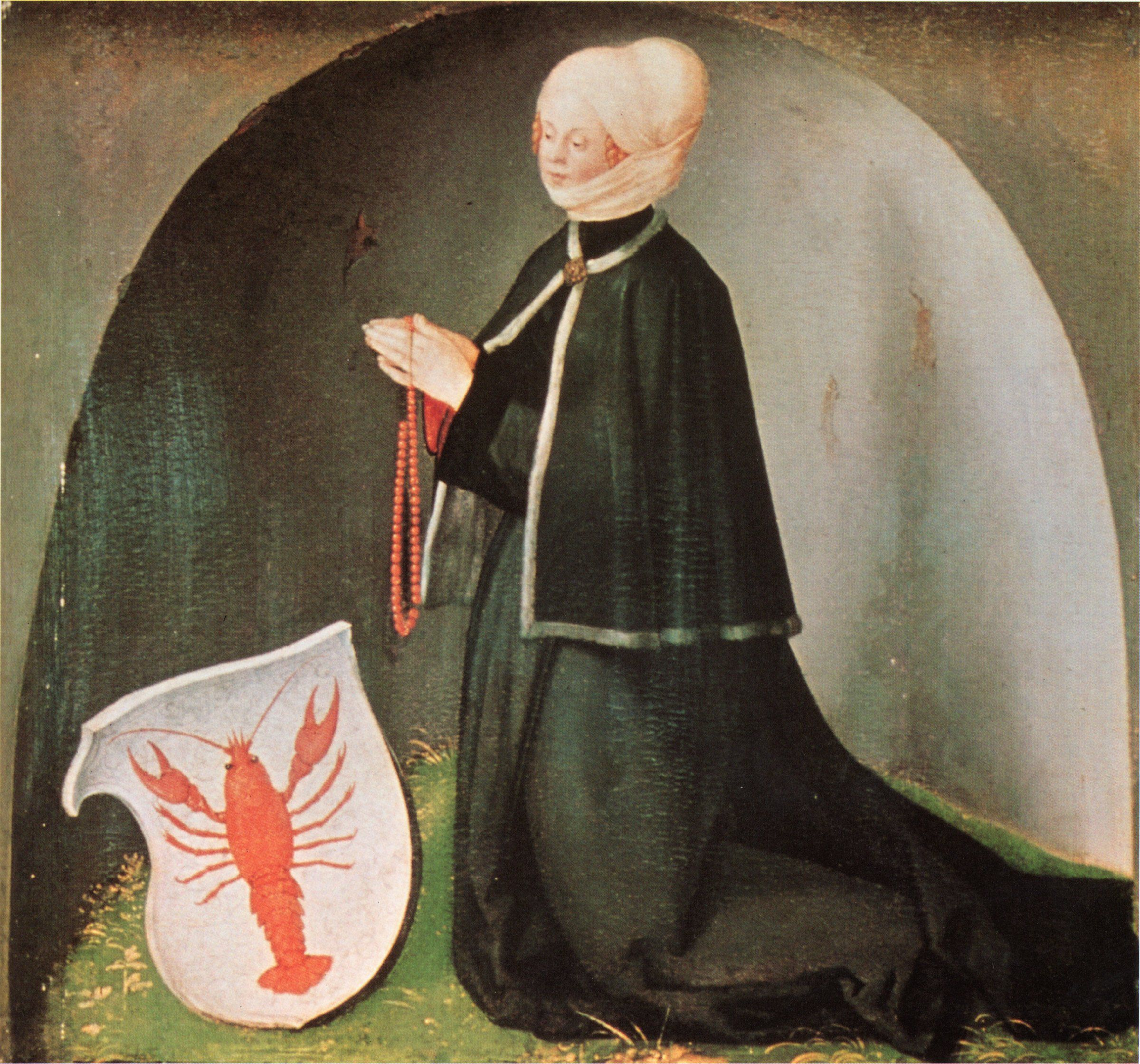
Von Albrecht Dürer gemaltes Stifterbild mit dem Wappenschild derer von Melem, welcher dem derer von Ditten gleicht
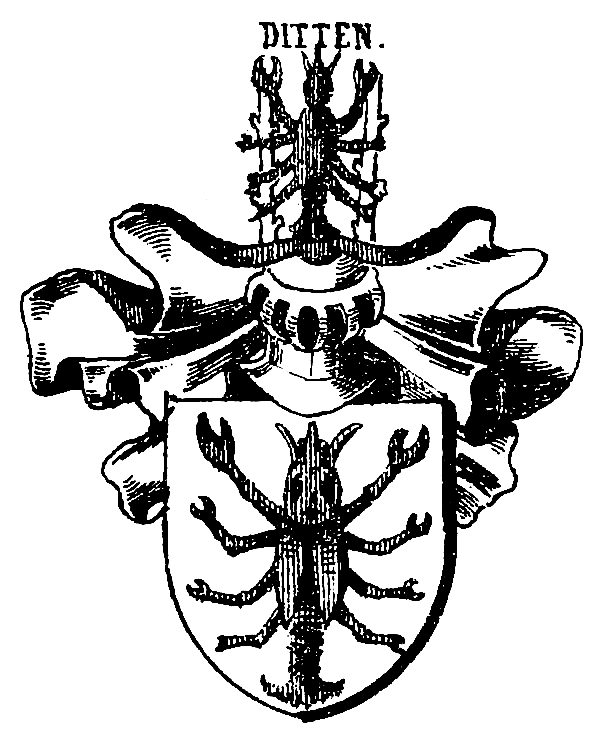
Wappen derer von Ditten in Siebmachers Wappenbuch

## Angehörige
- Berthold von Ditten, 1431–1447 Probst im Kloster Eldena
- Luci Eva von Ditten, 1634–1644 Domina im Kloster Dobbertin[14][15]
- Paul Wülfing von Ditten (1880–1953), deutscher Vizeadmiral der Kriegsmarine
- Thor von Ditten (* 1860; † 1936), norwegischer Diplomat und Minister in Schweden, Rom, Berlin und Wien

## Gedruckte Quellen
- Mecklenburgisches Urkundenbuch (MUB)